# Ванюшкин, Михаил Степанович
Михаил Степанович Ванюшкин (22.11.1909 — 09.02.1945) — старший лейтенант Рабоче-крестьянской Красной Армии, участник Великой Отечественной войны, Герой Советского Союза (1945).

## Биография
Родился 22 ноября 1909 года в с. Алёхино Темниковского уезда Тамбовской губернии (ныне — Ермишинский район Рязанской области) в крестьянской семье.
Окончил неполную среднюю школу. В 1932—1939 годах Ванюшкин служил в Рабоче-крестьянской Красной Армии. После демобилизации работал председателем райсовета Осоавиахима.
В 1940 году вступил в ВКП(б).
В конце 1941 года М. С. Ванюшкин был повторно призван в армию.
В 1942 году он окончил военно-политическое училище и курсы переподготовки политсостава на командные должности. С мая того же года — на фронтах Великой Отечественной войны.
Принимал участие в боях на Брянском, Юго-Западном и 2-м Белорусском фронтах.
К январю 1945 года старший лейтенант М. С. Ванюшкин командовал танковым взводом 18-го танкового полка 47-й механизированной бригады 5-й гвардейской танковой армии 2-го Белорусского фронта.
Отличился во время боёв в Восточной Пруссии (ныне — территория Польши).
19 января 1945 года во время прорыва вражеской обороны М. С. Ванюшкин первым пересёк границу Восточной Пруссии и отрезал пути отхода немецких войск из города Найденбург (ныне — Нидзица). В районе населённого пункта Наперкен он уничтожил 2 танка «Тигр», 1 САУ «Фердинанд», более 100 вражеских солдат и офицеров. Преследуя отходящие немецкие части, он прорвался в Найденбург, где в течение 8 часов вёл уличный бой, пока не подошли основные силы бригады. 7 февраля в ходе штурма города Фрауенбург (ныне — Фромборк) танк М.С. Ванюшкина был подожжён, а сам он был ранен, но несмотря на это, он атаковал противника, уничтожив 2 противотанковых орудия, 4 миномёта, 6 пулемётов и более 30 солдат и офицеров врага. Вырвавшись вперёд, Ванюшкин обеспечил продвижение советских пехотных частей и успешное занятие города. 9 февраля во время боя за мост через реку Брауде (ныне — Бауда) танк М. С. Ванюшкина был подбит, а сам он тяжело ранен. Пропустив на мост 2 танка с группой пехотинцев, Ванюшкин взорвал его, пожертвовав своей жизнью. Первоначально был похоронен на окраине города Фрауенбурга. Позднее его останки были перезахоронены на советском воинском кладбище в городе Бранево (Польша).

## Награды
Указом Президиума Верховного Совета СССР от 29 июня 1945 года за «образцовое выполнение заданий командования и проявленные мужество и героизм в боях с немецкими захватчиками» старший лейтенант М. С. Ванюшкин посмертно был удостоен высокого звания Героя Советского Союза и ордена В. И. Ленина.

## Память
- В честь М. С. Ванюшкина названа улица в посёлке Ермишь[1].
- Памятная доска Ванюшкину Михаилу Степановичу установлена на мемориальном комплексе в посёлке городского типа Ермишь Рязанской области.